# Präsidentschaftswahl in Finnland 2024
Die Präsidentschaftswahl in Finnland 2024 fand am 28. Januar statt. Weil keiner der Kandidaten im ersten Wahlgang die absolute Mehrheit der Stimmen erhielt, folgte am 11. Februar eine Stichwahl zwischen den beiden Erstplatzierten, Alexander Stubb und Pekka Haavisto. Gewählt wurde mit 51,6 Prozent der Stimmen der ehemalige Ministerpräsident Finnlands, Alexander Stubb.

## Kandidaten
Die den Kandidaten zugeteilten Nummern sind bei der Wahl selbst von Bedeutung. In der Wahlkabine wird in einem Kreis die Nummer des Kandidaten eingetragen. Die Nummerierung beginnt bei 2.
Es gab neun Kandidaten:
| N. | Kandidat | Kandidat | Kandidat         | Parteizugehörigkeit                  | Bisherige politische Ämter |
| -- | -------- | -------- | ---------------- | ------------------------------------ | --- |
| 2  |          |          | Li Andersson     | Linksbündnis                         | - Abgeordnete (seit 2015) - Bildungsministerin (2019–2020; 2021–2023) |
| 3  |          |          | Olli Rehn        | Finnische Zentrumspartei             | - Gouverneur der finnischen Zentralbank (seit 2018) - Wirtschaftsminister (2015–2016) - Kommissar für Wirtschaft und Währung (2010–2014) - Kommissar für Erweiterung und Europäische Nachbarschaftspolitik (2004–2010) - Abgeordneter (1991–1995, 2015–2017) |
| 4  |          |          | Harry Harkimo    | Bewegung Jetzt                       | - Abgeordneter (seit 2015) |
| 5  |          |          | Jussi Halla-aho  | Perussuomalaiset                     | - Parlamentspräsident (seit 2023) - Abgeordneter (2011–2014, seit 2019) - Europaabgeordneter (2014–2019) |
| 6  |          |          | Jutta Urpilainen | Sozialdemokratische Partei Finnlands | - Kommissarin für internationale Partnerschaften (seit 2019) - Finanzministerin (2011–2014) - Abgeordnete (2003–2019) |
| 7  |          |          | Mika Aaltola     | Parteilos                            | – |
| 8  |          |          | Alexander Stubb  | Nationale Sammlungspartei            | - Ministerpräsident (2014–2015) - Finanzminister (2015–2016) - Minister für europäische Angelegenheiten und Außenhandel (2011–2014) - Außenminister (2008–2011) - Abgeordneter (2011–2017) - Europaabgeordneter (2004–2008)                                  |
| 9  |          |          | Sari Essayah     | Christdemokraten                     | - Ministerin für Landwirtschaft und Forsten (seit 2023) - Abgeordnete (seit 2015) - Europaabgeordnete (2009–2014) |
| 10 |          |          | Pekka Haavisto   | unabhängig (Grüner Bund)             | - Abgeordneter (1987–1995, seit 2015) - Außenminister (2019–2023) - Umweltminister (1995–1999) - Minister für internationale Entwicklung (2013–2014) |

## Wahlkampf
Die wichtigste Domäne des Präsidentenamts in Finnland ist die Außenpolitik (ausgenommen EU-Fragen), deshalb spielt bei der Wahl des Präsidenten die Person und Ideologie der Kandidaten eine wichtigere Rolle als deren Parteizugehörigkeit. So stellte sich Pekka Haavisto auch formell als freier Kandidat zur Wahl und nicht als Kandidat seiner Partei.
Die Sprachfrage (d. h. die Rolle der schwedischen Minderheitensprache im verfassungsgemäß zweisprachigen Finnland) kann Wähler trotzdem positiv oder negativ aktivieren, nicht zuletzt die Anhänger der Basisfinnen, deren politisches Programm den offiziellen Status der schwedischen Sprache in Finnland in Frage stellt. Laut der Politikwissenschaftlerin Åsa von Schoultz hat sich Alexander Stubb auch deshalb während seiner Wahlkampanie ambivalent zu seinem finnlandschwedischen Hintergrund verhalten.
Die Schwedische Volkspartei stellte keinen eigenen Kandidaten auf. Es standen aber Finnlandschweden aus anderen Parteien zur Wahl: Li Andersson (Linksbündnis), Harry Harkimo (Bewegung Jetzt); Alexander Stubb identifizierte sich im Wahlkampf als „zweisprachig“.

## Umfragen

### 1. Wahlgang
| Institut             | Datum          | Kandidaten (%) | Kandidaten (%) | Kandidaten (%) | Kandidaten (%) | Kandidaten (%) | Kandidaten (%) | Kandidaten (%) | Kandidaten (%) | Kandidaten (%) | n.k. |
| Institut             | Datum          | Aaltola        | Andersson      | Essayah        | Haavisto       | Halla-aho      | Harkimo        | Rehn           | Stubb          | Urpilainen     | n.k. |
| -------------------- | -------------- | -------------- | -------------- | -------------- | -------------- | -------------- | -------------- | -------------- | -------------- | -------------- | ---- |
| Kantar TNS Agri / MT | 12.–17.01.2024 | 2              | 7              | 2              | 21             | 15             | 1              | 12             | 24             | 7              | 9    |
| Tietoykkönen / USU   | 9.–17.01.2024  | 2              | 7              | 2              | 22             | 11             | 1              | 11             | 21             | 4              | 19   |
| Verian / HS          | 20.–21.12.2023 | 4              | 7              | 2              | 22             | 13             | 1              | 9              | 24             | 5              | 12   |
| Kantar TNS Agri / MT | 15.–20.12.2023 | 3              | 6              | 2              | 23             | 12             | 1              | 10             | 23             | 6              | 14   |

## Ergebnis nach Wahlkreisen
| Wahlkreis       | 1. Wahlgang    | 1. Wahlgang    | 1. Wahlgang    | 1. Wahlgang    | 1. Wahlgang    | 1. Wahlgang    | 1. Wahlgang    | 1. Wahlgang    | 1. Wahlgang    | 1. Wahlgang     | 2. Wahlgang    | 2. Wahlgang    | 2. Wahlgang     |
| Wahlkreis       | Kandidaten (%) | Kandidaten (%) | Kandidaten (%) | Kandidaten (%) | Kandidaten (%) | Kandidaten (%) | Kandidaten (%) | Kandidaten (%) | Kandidaten (%) | Gültige Stimmen | Kandidaten (%) | Kandidaten (%) | Gültige Stimmen |
| Wahlkreis       | Stubb          | Haavisto       | Halla-aho      | Rehn           | Andersson      | Urpilainen     | Essayah        | Aaltola        | Harkimo        | Gültige Stimmen | Stubb          | Haavisto       | Gültige Stimmen |
| --------------- | -------------- | -------------- | -------------- | -------------- | -------------- | -------------- | -------------- | -------------- | -------------- | --------------- | -------------- | -------------- | --------------- |
| Helsinki        | 29,1           | 37,1           | 11,0           | 8,3            | 8,9            | 3,5            | 0,9            | 1,0            | 0,4            | 399.283         | 42,3           | 57,7           | 388.119         |
| Uusimaa         | 34,0           | 26,6           | 17,2           | 10,9           | 4,2            | 3,8            | 1,2            | 1,3            | 0,6            | 589.627         | 54,8           | 45,2           | 564.484         |
| Varsinais-Suomi | 28,7           | 25,7           | 18,9           | 13,0           | 6,2            | 4,4            | 1,2            | 1,4            | 0,5            | 289.966         | 51,5           | 48,5           | 274.237         |
| Satakunta       | 22,6           | 20,5           | 23,8           | 18,5           | 4,7            | 6,0            | 1,6            | 1,7            | 0,7            | 125.057         | 53,0           | 47,0           | 114.824         |
| Åland           | 40,8           | 50,4           | 1,4            | 2,0            | 3,3            | 0,9            | 0,8            | 0,3            | 0,2            | 14.816          | 41,4           | 58,6           | 15.046          |
| Häme            | 27,7           | 23,6           | 22,1           | 14,4           | 3,7            | 4,6            | 1,5            | 1,7            | 0,6            | 219.285         | 53,9           | 46,1           | 205.346         |
| Pirkanmaa       | 25,8           | 27,3           | 19,5           | 12,6           | 5,8            | 5,2            | 1,7            | 1,6            | 0,5            | 325.572         | 48,7           | 51,3           | 307.045         |
| Südostfinnland  | 24,9           | 21,8           | 20,6           | 20,4           | 3,1            | 5,1            | 1,5            | 1,9            | 0,6            | 245.235         | 54,0           | 46,0           | 228.011         |
| Savo-Karelien   | 22,0           | 24,1           | 20,3           | 20,9           | 3,7            | 4,7            | 2,1            | 1,8            | 0,5            | 238.623         | 50,1           | 49,9           | 221.180         |
| Vaasa           | 31,0           | 17,4           | 22,4           | 18,0           | 2,5            | 4,2            | 2,8            | 1,1            | 0,6            | 255.489         | 62,8           | 37,2           | 234.364         |
| Mittelfinnland  | 21,9           | 27,3           | 19,6           | 17,2           | 4,7            | 5,0            | 1,8            | 2,1            | 0,5            | 161.101         | 47,8           | 52,2           | 150.604         |
| Oulu            | 20,0           | 22,1           | 22,4           | 25,0           | 4,1            | 3,4            | 1,2            | 1,3            | 0,4            | 274.307         | 52,7           | 47,3           | 252.873         |
| Lappland        | 18,0           | 22,7           | 23,0           | 22,3           | 5,2            | 4,7            | 1,1            | 1,7            | 0,5            | 103.503         | 49,2           | 50,8           | 95.626          |